# 株主総会決議
株主総会決議（かぶぬしそうかいけつぎ）とは、日本の株式会社において、株主総会がその意思決定として行う決議をいう。株主が当該会社の意思決定に対して集団的に参画するものである。
日本の会社法では、株主総会の決議は、その要件の違いによって、普通決議・特別決議・特殊決議の3種類に分けられ、そのほかに株主全員の同意がある。株主平等の原則より通常の決議は議決権を基にした単純多数決ないしは加重多数決を決議成立の要件とするものであるが、一部については、議決権に限らない決議要件を設ける場合がある。
また、役員を選任・解任する決議は、普通決議と内容を異にするため、一般的な呼び名ではないが、特殊普通決議と呼ばれることもある。
決議要件は、以下の順に厳しいものとなる。
- 普通決議＜特殊普通決議＜特別決議＜特殊決議＜株主全員の同意

以下で条数のみ記載する場合には、会社法を指す。また、「整備法」という場合には、会社法の施行に伴う関係法律の整備等に関する法律を指す。

## 決議事項
株主総会決議の対象とすることができる事項は、取締役会非設置会社においては当該株式会社に関する一切の事項であるが、取締役会設置会社においては会社法に規定する事項（定款変更など）および定款で定めた事項に限定される（295条1項および2項）。

## 決議の種類

### 普通決議
会社法に別段の定めがある場合を除き、普通決議の方法により株主総会は決議を行う（309条1項）。
定款に特別の定めがない限り、議決権を行使可能な株主の議決権の過半数を定足数とし、出席株主の議決権の過半数により決議する。

普通決議の定足数は、定款上、別段の定めを設けることができ、定足数を完全に排除することも可能である（1項）。
この株主総会普通決議を要する事項は、原則として、会社を共有物、株主を共有者と見たときの管理行為（民法252条本文）に当たるものが多い。
決議事項については、後記「#普通決議を要する事項（普通決議事項）」参照

### 役員選任のための決議（特殊普通決議）
役員の選任・解任に関して行われる決議については、この方式による（341条）。
定款に別段の定めがある場合を除き、議決権を行使可能な株主の議決権の過半数を定足数とし、出席株主の議決権の過半数により決議する。
定款に別段の定めをすることで要件を変更することができるが、その場合でも、定足数は3分の1を下回る割合を設定することはできず、決議要件は過半数を上回る割合にのみ設定できる。
役員の選任・解任は、株主の共有物たる会社の、管理者の委任・解任であるから管理行為（民法252条本文）に当たるが、総会への議題提案は役員が行うことから選任の為の要件が引き下げられ易いため、株主保護の観点から普通決議の定足数に一定の下限を設けている。
決議事項については、後記「#役員選任のための事項（特殊普通決議事項）」参照

### 特別決議
一般に重要な意思決定について用いられる加重された要件による決議である（309条2項）。議決権を行使可能な株主の議決権の過半数を定足数とし、出席株主の議決権の3分の2以上により決議する。
定款に別段の定めをすることで要件を変更することができるが、その場合でも、定足数は3分の1を下回る割合を設定することはできず、決議要件は3分の2以上の割合にのみ設定できる。
ここでもやはり民法の共有規定が原則にあり、会社を共有物と見たときの、共有物の変更行為（民法251条）に当たる行為が特別決議以上を要する事項とされている。
決議事項については、後記「#特別決議を要する事項（特別決議事項）」参照
特例有限会社においては、株主総会の特別決議の要件は、総株主の半数以上で当該株主の議決権の4分の3以上とされている（整備法14条3項）。総株主の半数以上を上回る割合を定款で定めた場合には、その割合以上とすることができる。

### 特殊決議
- 309条3項の特殊決議

定足数に制限はなく、議決権を行使可能な株主の半数以上（議決権の過半数ではない）と、議決権を行使可能な株主の議決権の3分の2以上に当たる多数により決議する。
- 309条4項の特殊決議

定足数に制限はなく、総株主数の半数以上の株主（議決権の過半数ではない）と、総株主の議決権の4分の3以上により決議する。
いずれも、定款に別段の定めをすることで要件を変更することができるが、その場合でも、法定の要件を上回る割合のみ設定できる。
決議事項については、後記「#特殊決議を要する事項」参照

### まとめ
決議要件をまとめると次表のようになる。下のものほど決議要件が重い。
| 決議                                     | 定足数                  | 表決数                                                               | 備考（定足数・表決数の加重軽減の可否）                                        |
| ---------------------------------------- | ----------------------- | -------------------------------------------------------------------- | ----------------------------------------------------------------------------- |
| 単独株主権                               | （株主総会の 開催不要） | 1株以上の株式                                                        | 保有期間や裁判所の許可が要件に加重されている場合あり。                        |
| 少数株主権                               | （株主総会の 開催不要） | 一定数以上の株式                                                     | 保有期間、その他が要件に加重されている場合あり。                              |
| 普通決議（309条1項）                     | 過半数                  | 出席した当該株主の議決権の 過半数                                    | 定足数は定款で変更・排除が可能。                                              |
| 特殊普通決議（341条）                    | 過半数                  | 出席した当該株主の議決権の 過半数                                    | 定足数は3分の1未満には変更不可。                                              |
| 特別決議（309条2項）                     | 過半数                  | 出席した当該株主の議決権の 3分の2以上                                | 定足数を3分の1以上の割合に変更可能。 表決数を条文規定を上回る割合に変更可能。 |
| 特殊決議（309条3項）                     | （なし）                | ①議決権を行使できる株主の半数以上 かつ ②当該株主の議決権の3分の2以上 | 表決数①②とも条文規定を上回る割合に変更可能。                                  |
| 特例有限会社の 特別決議（整備法14条3項） | （なし）                | ①総株主の半数以上（頭数要件） かつ ②当該株主の議決権の4分の3以上     | 表決数①は条文規定を上回る割合に変更可能。                                     |
| 特殊決議（309条4項）                     | （なし）                | ①総株主の半数以上（頭数要件） かつ ②総株主の議決権の4分の3以上       | 表決数①②とも条文規定を上回る割合に変更可能。                                  |
| 総株主の同意                             | （なし）                | 株主全員の同意                                                       | 表決数の変更は一切不可                                                        |

また、創立総会の決議要件は以下のようになる。
| 決議                           | 定足数   | 表決数                                                               | 備考（定足数・表決数の加重軽減の可否）                                                                               |
| ------------------------------ | -------- | -------------------------------------------------------------------- | --- |
| 創立総会普通決議 （第73条1項） | （なし） | 行使可能な議決権の過半数 かつ 出席議決権の3分の2以上                 | ・309条2項の特別決議よりも重い ・議決権の代理行使及び不統一行使可能 ・当該決議要件の加重軽減に関する会社法の規定なし |
| 創立総会特殊決議 （第73条2項） | （なし） | 設立時株主の半数以上（頭数要件） かつ 総設立時株主の総議決権の3分の2 | ・設立時株式すべてに譲渡制限規定を設定する定款変更時に必要 ・当該決議要件の議決権の加重軽減に関する会社法の規定なし  |
| 全員の同意 （第73条3項）       | （なし） | 設立時株主全員の同意                                                 | ・設立時株式すべてに取得条項規定を設定する定款変更時に必要 当該決議要件の議決権の加重軽減に関する会社法の規定なし    |

## 決議を要する事項

### 普通決議を要する事項（普通決議事項）
普通決議を要する事項は、役員の選任・解任やその報酬決定、共有物の果実たる剰余金の配当、欠損填補の為の行為などであり、原則として、会社を共有物、株主を共有者とした時の管理行為に当たるものが多い。以下は普通決議を要する事項で主なものである。
役員等に関する事項
- 株主総会の議長の選任
- 資料等の調査をするものの選任（316条1項、2項）
- 会計参与及び会計監査人の解任（339条）
- 会社・取締役間の訴訟における会社の代表者の選任（353条）
- 役員及び清算人の報酬決定（361条1項　379条1項、387条1項、482条4項）
- 役員等の競業取引の承認・利益相反取引の承認[注釈 3]（356条1項、365条1項）
- 会計監査人に対する総会出席要求（398条2項）

書類・株式に関する事項
- 特定の株主との取引によらない、株主との合意による自己株式の取得[注釈 4]（156条1項）
- 株式無償割当てに関する事項の決定（186条3項）
- 計算書類の承認 （438条2項）
- 清算中の株式会社の貸借対照表の承認（497条2項）
- 清算結了時の決算報告の承認（507条3項）

会社の計算に関する事項
- 資本金の額の減少（定時株主総会における欠損填補のためにするとき）[注釈 5]（447条、309条2項9号）
- 準備金の額の減少（448条1項）
- 剰余金の額の減少（450条2項）
- 損失の処理、任意積立金の積立てその他の剰余金の処分（452条）
- 剰余金の配当（454条、金銭分配請求権を与えない現物配当を除く）

### 役員選任のための事項（特殊普通決議事項）
- 役員（取締役・会計参与・監査役）の選任（329条1項）
- 役員、清算人の解任（339条）

### 特別決議を要する事項（特別決議事項）
- 譲渡制限株式を会社が買取る際の買取事項の決定，指定買取人の指定（309条2項1号，140条2項・5項）
- 株主との合意による自己株式の有償取得の場合の取得事項の決定（309条2項2号，156条1項）
- 全部取得条項付種類株式の取得に関する決定（309条2項3号，171条1項）
- 株式併合（309条2項4号，180条2項）
- 募集株式の事項の決定（309条2項5号、199条2項）* 新株予約権につき同様（309条2項6号）
- 募集株式の事項の決定の委任（309条2項5号，200条第1項）* 新株予約権につき同様（309条2項6号）
- 株主に株式の割当てを受ける権利を与える場合（309条2項5号、202条3項4号）* 新株予約権につき同様（309条2項6号）
- 募集株式の割当て（309条2項5号，204条2項）* 新株予約権につき同様（309条2項6号）
- 累積投票により選任された取締役の解任（309条2項7号）
- 監査役の解任（309条2項7号）
- 役員等の会社に対する損害賠償責任の一部免除（8号，425条1項）
- 資本金の額の減少（309条2項9号，447条1項）
- 定款の変更（309条2項11号、466条）
- 事業の全部の譲渡（309条2項11号，467条1項1号）
- 事業の重要な一部の譲渡（309条2項11号，467条1項2号）
- 事業の全部の譲受け（309条2項11号，467条1項3号）
- 事業の全部の賃貸（309条2項11号，467条1項4号）
- 事後設立（309条2項11号，467条1項5号）
- 解散（（309条2項11号，第471条）
- 解散した会社の継続（309条2項11号，473条）
- 会社法第5編（組織変更，合併，会社分割，株式交換及び株式移転）の規定により総会決議を要する場合（309条2項12号）
消滅株式会社等（吸収合併消滅株式会社，吸収分割株式会社及び株式交換完全子会社）の吸収合併契約等の承認等（783条）
存続株式会社等（吸収合併存続株式会社，吸収分割承継株式会社又は株式交換完全親会社）の吸収合併契約等の承認等（795条）
消滅株式会社等（新設合併消滅株式会社，新設分割株式会社及び株式移転完全子会社）の新設合併契約等の承認（804条）
注： 組織変更においては総株主の同意が必要（776条1項）

### 特殊決議を要する事項
309条3項の特殊決議
- 全部の株式を譲渡制限とする定款の変更（第309条3項1号）
- 吸収合併により消滅する株式会社が公開会社であり、かつ、当該株式会社の株主に対して交付する金銭等の全部又は一部が譲渡制限株式等である場合における、吸収合併契約の承認（783条、309条3項2号）。
- 株式交換により完全子会社となる株式会社が公開会社であり、かつ、当該株式会社の株主に対して交付する金銭等の全部又は一部が譲渡制限株式等である場合における、株式交換契約の承認（783条、309条3項2号）。
- 新設合併契約等の承認（804条、309条3項3号）

309条4項の特殊決議
- 非公開会社での株主の権利（105条）に関する事項について、株主ごとに異なる取扱いを行う旨の定款変更（109条）

### 株主全員の同意を要する事項
株主全員の同意を要する事項は、定款変更を要するものばかりであるため、本来は特別決議を要する事項である。しかし、これらの事項は、特別決議で議決可能とすると、株主の地位を脅かす蓋然性が著しく高い為、最も困難な決議要件を要することとされている。株主の地位を脅かす蓋然性が著しく高い場合とは、株主の責任の性質が変わる場合又は経営陣によって乱用される危険性が高い場合であり、前者の例としては776条、783条、804条等がそれに類し、後者は経営陣への責任免除や取得条項の付与の承認などである。
株主全員の同意を要する事項一覧（主なもの）
- 発起人・役員等・業務執行者等の責任の全部の免除（55条　120条5項　424条　462条3項ただし書　464条2項　465条2項）
- 発行する株式の全てに取得条項の設定・変更をする定款変更
- 会社が特定の株主からの自己株式取得をする際に、特定の株式に自己をも加えたもの議案とする事を請求できると言う160条2項3項の規定を排除する定款の定めの設定・変更（164条2項）
- 組織変更（776条1項）
- 新設合併設立会社が持分会社である場合の、新設合併消滅株式会社の新設合併契約（804条2項）
- 対価の全部又は一部が持分等となる合併又は株式交換の承認（783条2項　804条2項　種類株式を発行していない会社に限る。）

## 決議の省略
取締役又は株主が株主総会の目的である事項について提案をした場合において、当該提案につき議決権を行使することができる株主の全員が書面又は電磁的記録により同意の意思表示をしたときは、当該提案を可決する旨の株主総会の決議があったものとみなされる（319条）。

## 株主総会決議の瑕疵
株主総会の決議に手続上または内容上の瑕疵がある場合には、そのような決議は違法な決議であって、その決議の効力をそのまま認めることはできない。しかし、決議が有効かどうかは会社、株主、取締役等の者の利害に影響を与えるので、これを一般原則による処理にゆだねることは法的安定性を害し適当ではなく、法律関係を画一的に確定し、瑕疵の主張をできるだけ制限することである。
そこで、決議取消の訴え、決議不存在確認、議決無効確認の訴えを用意し、決議取消、決議不存在確認、議決無効確認の判決には対世的効力を認め第三者に対してもその効力を有し（838条）、会社の組織に関する訴えを除いては遡及効がある（839条）。
なお、取り消しの訴えについては提訴権者と提訴期間を制限している。
- 決議不存在確認

決議が存在しないことの確認を、訴えをもって請求することができる（830条1項）。中小企業では、実際に株主総会を開かず議事録だけ作成して、株主総会があったことにする例が少なくないが、これも株主総会決議不存在確認の訴えの対象になる。
- 議決無効確認の訴え

決議の内容が法令に違反することを理由として、決議が無効であることの確認を、訴えをもって請求することができる（830条2項）。
- 決議取消しの訴え

株主等は、招集の手続又は決議の方法が、定款・法令違反などがあった場合、決議の日から3か月以内に、訴えをもって当該決議の取消しを請求することができる（831条1項）。